# Passy (Parijs)
Passy is een voormalige gemeente in het departement Seine. Per 1860 is het grondgebied grotendeels opgegaan in Parijs, als 16e arrondissement.

## Geschiedenis
Passy wordt voor het eerst genoemd in een document uit 1250. In de 14e eeuw gaf koning Karel V de inwoners toestemming om hun velden te ommuren. In 1666 werd een kapel gebouwd, en in 1672 werd Passy een zelfstandige parochie.
In 1820 werd er voor overleden Parijzenaars een kerkhof geopend, het Cimetière de Passy.
De gemeente werd per 1 januari 1860 opgeheven. Het grootste deel van het grondgebied werd toegevoegd aan Parijs als 16e arrondissement, en de rest werd deel van Boulogne-sur-Seine. Het gebied van het voormalige dorp komt ongeveer overeen met het Quartier de la Muette.
Het metrostation Passy (1903) is naar het dorp genoemd. Het metrostation Rue de la Pompe (1922) is naar een voormalige straat met dorpspomp in het dorp genoemd.

## Geboren
- Pierre de Sales Baillot (1771-1842), violist en componist

## Overleden
- Niccolò Piccinni (1728-1800), Italiaans componist
- François-Louis Magallon (1754-1825), generaal
- Sébastien Erard (1752-1831), Duits-Franse muziekinstrumentenmaker
- Othon-Joseph Vandenbroecke (1758-1832), Belgisch componist, dirigent en hoornist
- Joseph-François Michaud (1767-1839), historicus, schrijver en lid van de Académie française
- Gioachino Rossini (1792 - 1868), Italiaanse componist.